# Vor uns das Meer
Vor uns das Meer (Originaltitel: The Mercy) ist ein britisches Filmdrama des Regisseurs James Marsh aus dem Jahr 2018.

## Handlung
1968. Auf einer Bootsmesse hört der britische Unternehmer und Freizeitsegler Donald Crowhurst eine Rede des berühmten Weltumseglers Sir Francis Chichester. Dieser kündigt im Namen der Zeitung Sunday Times das Golden Globe Race für Einhandsegler rund um die Welt an, bei dem kein Zwischenstopp erlaubt ist. Preise sind für die früheste Heimkehr sowie für die schnellste Umsegelung ausgesetzt, gestartet werden kann bis zum 31. Oktober. Crowhurst, dessen aktuelle Erfindung, ein elektronisches Funkpeilgerät, enttäuschend wenig Erfolg hat, überrascht seine Ehefrau Clare mit der Ankündigung, an diesem Wettbewerb teilzunehmen. Er gewinnt den Unternehmer Stanley Best als Sponsor unter anderem für den Bau eines neuen Bootes, des Trimarans Teignmouth Electron; der Journalist Rodney Hallworth und dessen Assistent Wheeler übernehmen die Pressearbeit.
Crowhursts ursprünglich für August geplanter Start verzögert sich immer wieder, dazu muss er Best wiederholt um neue Zuschüsse bitten und ihm als Sicherheit schließlich sein Unternehmen und sein Haus übereignen. Lieferengpässe und Materialprobleme lassen daran zweifeln, dass Crowhursts Boot imstande sein werde, Kap Hoorn zu umrunden oder sich den „Brüllenden Vierzigern“ zu stellen. Am Abend vor dem 31. Oktober teilt Crowhurst seinen Partnern mit, dass er das Vorhaben aufgeben möchte, wird aber von Best überredet. Denn sollte Crowhurst nicht starten, würden das Boot, seine Firma und das Haus an seinen Gläubiger übergehen, und das möchte Best selbst nicht.
Also sticht Crowhurst, kaum vorbereitet, mit seinem noch nicht ganz fertiggestellten Boot am letztmöglichen Tag in See. Bald stellt sich heraus, dass in einen der Schwimmkörper des Trimarans Wasser eindringt. Die konstruktiven Schwächen des Bootes halten ihn so beschäftigt, dass er für die geplante bauliche Fertigstellung keine Zeit hat. Zwischenzeitliche Navigationsfehler behindern sein Vorankommen zusätzlich, so dass er nach vier Wochen gerade einmal Madeira erreicht hat und gegen seine Konkurrenz, die fast ausschließlich aus erfahrenen Seglern besteht, keine Chance mehr sieht. Zunächst übermittelt er weiterhin gutgelaunte Nachrichten über Funk nach Hause. Doch als er einsieht, dass er mit seinem Boot keine Weltumsegelung unternehmen, aber andererseits auch nicht aufgeben kann, fasst er den Entschluss, seine Reise mit falschen Angaben, die ja zunächst niemand überprüfen kann, vorzutäuschen. Also meldet er übertriebene Etmale, einmal sogar von 243 Seemeilen (450 km), und führt als „Beweis“ für die gefälschte Route, die er mit roter statt blauer Farbe in die Karte einträgt, ein zweites Logbuch. In seiner Heimat werden seine Meldungen bejubelt, seine Bekanntheit steigt. Um sich nicht zu vielen unangenehmen Fragen auszusetzen, lässt er sein Funkgerät wochenlang abgeschaltet und ist für niemanden erreichbar.
Als der bereits undichte Schwimmkörper ein offenes Loch bekommt, sieht Crowhurst sich gezwungen, verbotenerweise die argentinische Küste anzulaufen. Er bekommt unvermutet Hilfe von der Küstenwache, die von dem Wettbewerb nichts weiß, so dass diese Landung geheim bleiben kann. Wieder auf See erfährt Crowhurst, dass alle Konkurrenten außer Robin Knox-Johnston und Nigel Tetley ausgefallen sind.
Schließlich trifft Knox-Johnston nach 312 Tagen als erster wieder zu Hause ein. Der Preis für die schnellste Weltumsegelung ist damit jedoch noch nicht vergeben.
Crowhurst meldet die Umrundung von Kap Hoorn, obwohl er dort nie gewesen ist und sich tatsächlich im Südatlantik aufhält. Über Funk erfährt er, dass er ungefähr zwei Wochen hinter Tetley liegt – noch könne er ihn überholen und den Preis des Schnellsten gewinnen. Das möchte er jedoch vermeiden, da man dann unweigerlich seine Logbücher überprüfen und den Schwindel entdecken würde. Käme er jedoch als Zweiter ins Ziel, würde niemand Fragen stellen. Also lässt Crowhurst sein Boot eine Zeitlang ohne Segel auf dem Atlantik treiben, um Tetley Vorsprung zu geben. Dabei trübt sich Crowhursts Verstand. Er hat Halluzinationen, grübelt fortwährend und verwahrlost immer mehr. Als er erfährt, dass Tetley mit seinem Boot gekentert ist und er selbst damit der Sieger, gerät er in Verzweiflung. Er zerstört sein Funkgerät und kappt so die Verbindung zur restlichen Welt. In einem Tagtraum erscheint ihm seine Frau, der er alles gesteht, und er verabschiedet sich von ihr. Am nächsten Tag wirft er seinen Schiffschronometer über Bord und verabschiedet sich von seinem Boot. Er war 7 Monate und 2 Tage allein auf See.
Das Boot wird verlassen aufgefunden und in einen Hafen der Dominikanischen Republik geschleppt. An Bord findet Rodney Hallworth die Logbücher und erfährt die Wahrheit. Clare, von Journalisten umlagert, gibt den Medien eine Mitschuld am Scheitern ihres Mannes: Sie wollten doch nur Sensationsmeldungen haben und hätten ihn damit unter einen Druck gesetzt, dem er nicht standhalten konnte.
Zum Schluss wird eingeblendet, dass Crowhursts Körper nie gefunden wurde. Knox-Johnston spendete seine Siegesprämie Crowhursts Familie.

## Kritik
Carsten Beyer von Kulturradio.de (RBB) wertet den akribisch recherchierten Film als den „Versuch einer Ehrenrettung eines Mannes, der als Versager und Betrüger in die Geschichte des Segelsports eingegangen ist.“ Das Ergebnis sei ein „detailverliebter und schön fotografierter Abenteuerfilm“, der jedoch einige Hänger aufweise.

## Sonstiges
Der Film wurde in Russland unter dem Titel Gonka weka (Das Rennen des Jahrhunderts) veröffentlicht, unter dem bereits 1986 der sowjetische Regisseur Nikita Orlow einen Film über Donald Crowhurst gedreht hatte.